# Liacaridae
Liacaridae zijn  een familie van mijten. Bij de familie zijn 13 geslachten met circa 220 soorten ingedeeld.